# Agnosphitys cromhallensis
Agnosphitys cromhallensis és un gènere en disputa de dinosaure. Les seves restes fòssils inclouen un ili, un maxil·lar, un astràgal i un húmer, que daten dels estatges del Norià i el Retià del Triàsic superior. Pot tractar-se d'una quimera.